# 터네이셔스 D (영화)
《터네이셔스 D》(영어: Tenacious D in The Pick of Destiny)는 미국에서 제작된 리엄 린치 감독의 2006년 코미디 영화이다. 코미디 록 밴드 터네이셔스 D 멤버인 잭 블랙과 카일 개스가 각본, 제작, 주연을 담당하였다.
박스 오피스 봄이었으나 컬트 지지층이 형성되었다.

## 줄거리
할리우드로 상경한 JB는 통기타 연주자 KG와 록 밴드 터네이셔스 D를 결성한다.
한편 모든 록 음악 전설들에게는 비밀이 하나 있는데, 바로 "운명의 픽"이라고 불리는 기타 픽을 썼다는 것이다. 전설에 따르면, 사탄이 자신을 소환한 어둠의 마법사를 공격하자 인근 대장장이가 편자를 던져 사탄의 이를 맞췄다. 이가 부러져 불완전한 상태가 된 사탄을 마법사는 다시 지옥으로 돌려보냈다. 마법사는 대장장이에게 보답하기 위해 부러진 이를 픽으로 만들어 보답으로 선물했는데, 그때부터 이 픽에는 쥐는 사람을 누구나 뛰어난 현악기 연주자로 만드는 마력이 깃들게 되었다는 것이다. JB는 로큰롤 역사 박물관에서 이 픽을 훔친다.
집세를 벌기 위해 지역 술집에서 열린 장기 자랑 대회에 나간 터네이셔스 D는 누가 먼저 운명의 픽을 쓸지를 두고 다투다가 픽을 반으로 쪼개버린다. 대회 주최자는 둘을 달래고 픽 없이 무대에 오를 것을 제안한다. 하지만 사실 주최자의 정체는 사탄이었고, 사탄은 운명의 픽을 주워서 이 조각이 떨어져나갔던 자리에 다시 붙여 완전한 존재가 된다.
터네이셔스 D는 사탄에게 록으로 겨룰 것을 제안하고, 터네이셔스 D가 이기면 사탄은 집세를 내주고 지옥에 돌아가고, 터네이셔스 D가 지면 사탄이 KG를 성노예로 삼는 조건을 건다. 본인 연주가 더 뛰어났다고 느낀 사탄은 번개를 쏘는데, 번개가 기타에 맞아 반사되면서 사탄의 뿔이 날아간다. 다시 불완전한 존재가 된 사탄을 JB가 마법사의 주문을 외워 지옥으로 보낸다.
사탄의 뿔은 이후 "운명의 봉"이 되고, 터네이셔스 D는 이걸 빨며 곡을 쓴다.

## 출연
- 잭 블랙 - 제이블스 "JB" 역
  - 트로이 젠틸 - JB 아역
- 카일 개스 - "케이지" 혹은 "K.G." 역
- 로니 제임스 디오 - 본인 역
- 데이브 그롤 - 사탄 역
- 미트 로프 - 버드 블랙 역
- JR 리드 - 리 역
- 벤 스틸러 - 기타 전문점 직원 역
- 폴 F. 톰프킨스 - 장기 자랑 대회 주최자 역
- 팀 로빈스 - 낯선 남자 역
- 존 C. 라일리 - 빅풋 역
- 앤드루 콜드웰 - 빌리 블랙 역
- 에이미 폴러 - 화물차 휴게소 식당 종업원 역
- 콜린 행크스 - 술 취한 남학생 사교 클럽 회원 역
- 에이미 애덤스 - 아름다운 여성 역
- 그레그 터킹턴 - 닐 햄버거 역
- 제이슨 시걸 - 남학생 사교 클럽 회원 1 역 (삭제)
- 데이비드 크럼홀츠 - 남학생 사교 클럽 회원 2 역 (삭제)
- 프레드 아미슨 - 경비원 1 역
- 네드 벨러미 - 경비원 2 역
- 제이 존스턴 - 폭력 조직원 1 역
- 데이비드 케크너 - 군용 물자 판매점 직원 역 (삭제)

## 기타 제작진
- 라인 제작: 일레인 다이싱거
- 배역: 주얼 베스트럽, 진 매카시
- 미술: 마틴 휘스트
- 세트: 돈 다이어스
- 의상: 데이나 핑크